# Poesía trovadoresca

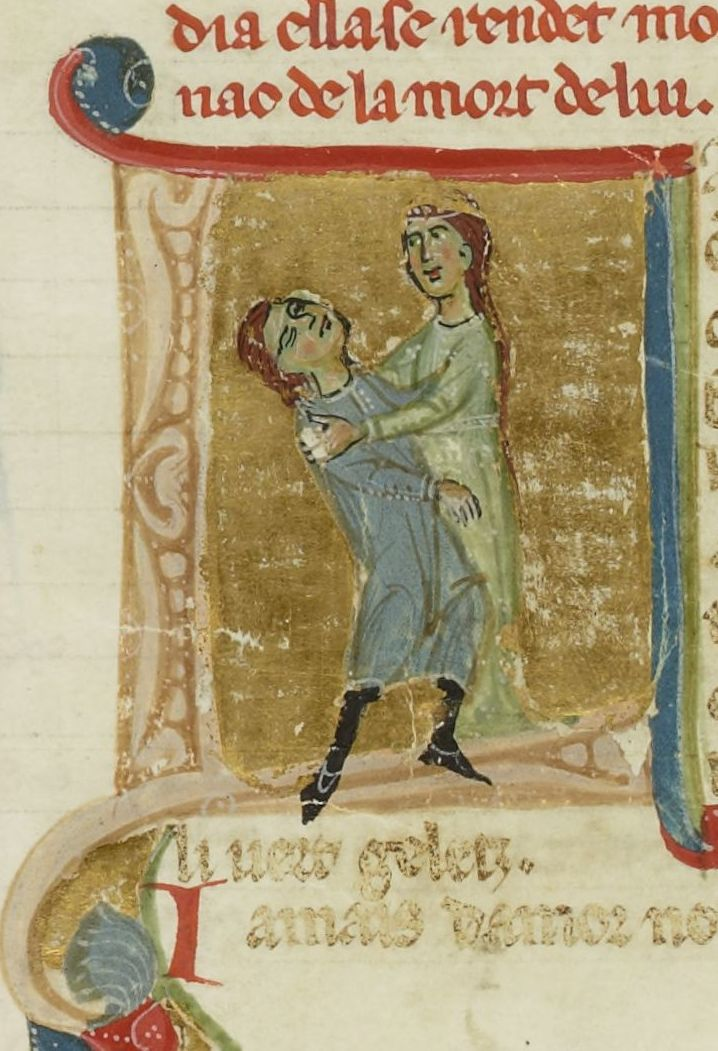
Muerte del trobador Jaufre Rudel, Bibliothèque nationale de France

La poesía trovadoresca es un género literario que apareció para comprender todas las composiciones poéticas de los trovadores de la Baja Edad Media (principalmente entre los siglos XII y XIII) que tuvieron lugar en los territorios occitanos. El éxito de esta también influenció en algunas regiones vecinas propagándose en la península itálica y en Galicia. Se trata de poesía culta compuesta en una lengua románica, que reflejaba los ideales de la sociedad feudal: la guerra, el honor y el amor. El objetivo de este tipo de poesía era ser escuchada y recitada por trovadores y juglares en realización trovadoresca.

## Historia
Este género se denomina así por los poetas que componían estas poesías, los trovadores. Los ejemplares más antiguos que se tienen de los trovadores datan del 1138. En general los trovadores pertenecían al grupo social de la nobleza o tenían una posición social elevada. Estos no necesitaban utilizar sus facultades artísticas para recitar las poesías como herramienta de subsistencia o tenerlas como medio de vida.
Por otro lado, los juglares llevaban una vida ambulante y su trabajo (interpretar las poesías trovadorescas) era menospreciado. Por lo tanto, lo echaban a la calle, o iban a otra región. Por otro lado, esto tenía efectos positivos, ya que, facilitaban la comunicación entre una región y otra, haciendo que la transmisión de las noticias fuera más presente.
Normalmente las poesías trataban sobre un caballero enamorado de una mujer casada., los maridos que aparecían se les llamaba  "gilós". Los poemas de amor eran llamados "amor cortés" porque lo consideraban un amor imposible. Otras veces, el tema también podía ser fúnebre. Se escribían en occitano, la lengua vehicular en aquel momento. Por lo tanto, era una poesía entendida por todo el mundo. Su época de esplendor fueron los siglos XI, XII, XIII. Para que la dama y el enamorado se entendiesen, el juglar utilizaba señales y así el marido u otras personas no se daban cuenta de quienes se trataban las poesías y su contenido.
La literatura trovadoresca es compuesta por un corpus de unas 2.500 poesías escritas durante los siglos XII y XIII. Mayoritariamente los poetas provenía del territorio occitano (Gascuña, Languedoc, Provenza, Auvernia y Lemosín) aún que también existieron famosos trovadores italianos. La poesía trovadoresca no fue concebida para ser leída sino para ser escuchada, pese a que encontramos ejemplares escritos.
A lo largo del siglo XIII se escribieron los primeros tratados poéticos en occitano, como por ejemplo las Leyes de Amores para que los trovadores creasen sus normas y reglas de tipo gramatical.
La poesía de los trovadores, que surge al sur de Francia a finales del siglo XI, afecta también Cataluña y el norte de Italia. Se unifican notablemente el modelo literario de cada territorio y dejan de importar las diferencias entre el provenzal, la lengua de la poesía trovadoresca, y el catalán . En la plenitud de su producción literaria -en el siglo XIV y parte del siglo XV- en Cataluña, un mismo escritor usaba el provenzal, en su obra poética y el catalán en la prosa. Encontramos esta situación hasta Ausiàs March, primera mitad del siglo XV. Por último, la tradición literaria de los trovadores todavía tiene vigencia en parte de la poesía del siglo XX, debido a que los aspectos formales como el contenido siguen presentes en las poesías actuales. Sin duda, es una de las bases más destacadas de la lírica catalana.

### La inclusión de los trovadores dentro de la literatura occitana
La poesía trovadoresca nace con la lírica culta en occitano de la Edad Media. Por un lado, consta de los primeros poetas catalanes, debido a que estos escribieron con intención literaria, dándole un valor estético a sus creaciones, siguiendo la corriente literaria del momento, la poesía trovadoresca, una poesía culta y profana originada por los trovadores del sur de Francia. La poesía trovadoresca, en su origen utilizaba como lengua principal el provenzal, lengua que adoptaron los poetas catalanes para sus obras, debido a que tenía un gran prestigio, así como se consideraba que lo tenían sus autores. Así mismo, el vínculo entre la literatura de los territorios se debió de a los lazos económicos, culturales y políticos que existían entre las dos vertientes de los Pirineos. Por eso mismo, a lo largo de los siglos XII y XIII, los trovadores catalanes formaban parte de la literatura provenzal, ya que adoptaron sus características literarias: las formas métricas, el estilo y los temas. El oficio de trovador era bien considerado y generalmente los autores tenían una buena formación.
A mediados del siglo XIII se vivió la Revolución Comercial, esta provocó transformaciones económicas y sociales de gran tamaño que hicieron que la burguesía adquiriera relevancia en la sociedad catalana. Al mismo tiempo hizo que la literatura catalana cogiese más fuerza. Durante el siglo XIV, muchos autores catalanes hacían uso del catalán para escribir en prosa, aunque seguían utilizando el provenzal, cada vez más parecido al catalán, para desarrollar su poesía, debido a que la aristocracia, todavía se aferraba a los esquemas de la poesía trovadoresca. Por otro lado, los temas y las técnicas que se usaban fueron evolucionando influenciados por la poesía burguesa italiana. A comienzos del siglo XV fue cuando el uso del provenzal desapareció por completo del ámbito literario y lingüístico, se inició verdaderamente la poesía catalana de la mano de Ausiàs March, uno de los poetas catalanes más reconocidos.

### Estilos de poesía trovadoresca
- Trovar leve: Poesía sencilla y entendedora donde el trovador nos muestra la canción como una necesidad biológica, una inspiración pasional, y dice que solo si estás enamorado puedes componer y cantar.
- Trovar cerrado: Poesía hermética, difícil de entender porque predominan las ideas sobre aspectos concretos de la sociedad feudal, expresadas con un léxico pleno de metáforas, perífrasis, antítesis, alegorías  o enigmas.
- Trovar rico, delgado, caro o sutil:  Poesía culta en la forma : llena de artificios verbales y métricos y de muchas imágenes plásticas. Todo esto le transfiere una gran musicalidad.

En el siglo XII aparecieron nuevamente muestras de la lírica culta en lengua occitana, las segundas. La lírica culta se trataba de una poesía creada para las cortes de los reyes y de los grandes señores feudales, por los trovadores.

## Géneros
En los géneros trovadorescos, hay que diferenciar entre las composiciones de arte mayor (las que tienen más de ocho sílabas en un verso, como la canción o el sirventés), las de arte menor (aquellas composiciones de menos de ocho sílabas por verso, como el llanto, la "pastorel·la", el amanecer y la "tençó") y algunos subgéneros (como la canción de cruzada, la balada y la danza, entre otros)
- Canción: Es el género de más prestigio de la lírica trovadoresca. Este género es el amoroso y occitano por excelencia. El tema fundamentalmente era el amor cortés. La composición expresaba los sentimientos amorosos del trovador hacia la dama. La canción exigía un lenguaje complejo y una melodía original. Al estribillo final aparecía el pseudónimo poético de la persona a quien estaba destinada la pieza.[5]
- Sirventés: Estas composiciones pretendían denunciar, expresaban sentimientos de rechazo y odio al enemigo del trovador. También trataban conflictos políticos, bélicos o morales.[6]
- Planh (llanto): Estas obras eran un lamento fúnebre por la muerte de una persona. Estas personas solían ser un señor feudal que en vida había protegido el trovador.
- Alba: Estas poesías expresaban la tristeza de la despedida de los enamorados después de haber pasado la noche juntos.[7] Esta situación es el concepto del amor cortés. La dama estaba casada y se despiden para que esta no sea descubierta por el marido. Para prevenir que los sorprendiesen durante la noche, los enamorados tenían una persona, normalmente un amigo del enamorado, que vigilaba al marido (gaita). La diferencia que encontramos con la canción es que el amanecer trata sobre el amante y la dama durante la realización carnal del amor. En este caso, él no tiene el papel de suplicar ni ella de desdeñosa. También podemos encontrar otro tipo de amanecer en que el poeta expresa que anhelo que llegue pronto el día. En este caso está relacionado con el amanecer religioso donde el hecho amoroso tiene un contenido sacro, la noche, el pecado y donde el amanecer simboliza la gloria del cielo, la gracia o, incluso, la Virgen Maria.
- "Pastorel·la": Se trata de la conversación amorosa entre un trovador y una pastora ambientada en el mundo rural. Normalmente la pastora rechaza al trovador. Este género aconteció tradicional y llegó por transmisión oral hasta el siglo XVIII.
- Balada: Esta es una composición para un coro y una solista (donde el coro canta el refrán). Se compone para poder ser bailada, como indica su nombre.
- Danza: La danza tiene características religiosas y suelen estar dedicadas a la Virgen María. Está compuesta por un refrán y tres coplas.
- Canción de cruzada (viadeira o canto de camino): Estas obras quieren incitar el honor y el coraje de los jóvenes caballeros para que estos quieran ir a luchar.
- "Tençó": Era una composición para simular una discusión o debate entre dos trovadores en que critican diferentes maneras de trovars. Podía llegar a pasar realmente, y entonces se convertía en un cruce de poemas entre los trovadores implicados, que recibía el nombre de juego partido.
- "Ensenhament" o enseñanza: Se trata de una composición en la que el trovador enseña al juglar cómo debe hacerlo para que sus versos sean considerados poesía trovadoresca. Acostumbraba a tener un tono burlón.
- Maldit: Es una poesía en la que el trovador expresa su odio hacia la dama.